# Fàbrica Tèxtil Rase
La Fàbrica Tèxtil Rase és una obra modernista de Cardedeu (Vallès Oriental) protegida com a Bé Cultural d'Interès Local.

## Descripció
La fàbrica tèxtil Rase està formada per un conjunt de quatre naus industrials independents de diferent longitud, amb coberta a dues vessants de carener perpendicular, separades pels patis interiors rectangular, organitzats en dues tramades directriu est-oest. Dues d'aquestes naus (les situades al nord del cos central) són continues en tota la longitud de la fàbrica i tenen dos capcers. Les dues naus situades més al sud ocupen aproximadament la meitat de la longitud de la fàbrica i tenen capcer únic. Aquestes naus, de llum més petita, amb la coberta a dues vessants i carener paral·lel a les anteriors, tanquen els patis interiors pel cantó est i donen continuïtat a la façana est. El cos central té molt poca amplada i està compost de planta baixa i una planta pis, amb coberta a quatre vessants de teula àrab, i amb la façana nord oberta a dos patis interiors que el separen de la resta de les naus. L'acabat exterior és de sis trams i deu voltes de maó de pla cada un. Presenta un element perimetral que resol la franja de contacte entre la llosa plegada de formigó armat i la nau nord. L'estratègia de la franja perimetral de contacte amb les edificacions adjacents es repeteix de manera diferent en les quatre cares de la nau central, i en el cas de la franja nord, es resol amb una volta de maó recolzada en el darrer pòrtic de formigó armat i en el mur portant de la nau nord.
Adossada a l'anterior i lleugerament més alta, hi ha una altra nau de planta rectangular i estructura de formigó armat, amb pilars perimetrals, coberta plana formada per nervis que suporten la llosa i terrat enrajolat.

## Història
En origen l'empresa es denominava Tèxtil Senesteva i va ser la primera indústria important instal·lada a Cardedeu, a conseqüència de la instal·lació d'electricitat al municipi. El 1913 l'Ajuntament va contractar el servei a Energia Elèctrica de Catalunya.
Els seus fundadors, Ramon i Joan Senesteva, van dirigir l'empresa fins a la Guerra Civil. Un cop acabada, es va constituir una societat anònima i va passar a denominar-se Tèxtil Rase.
Es creu que el projecte inicial és obra de l'arquitecte M. J. Raspall, però se sap del cert. No obstant això, Josep M. Ros Vila (arquitecte municipal de Cardedeu entre 1939 i 1973), va dur a terme diversos projectes entre el 1941 al 1949: el 1941 es realitza el projecte de la casa alineada a l'Av. Jaume Campmajor; el 1945 el projecte de nau per instal·lar un grup electro-motor; i el 1949 diverses ampliacions.